# 8B busz (Győr)
A győri 8B jelzésű autóbusz Pinnyéd, Új sor és Likócs, Pesti út, Esztergető utca megállóhelyek között közlekedett a belváros érintésével. A vonalat a Volánbusz üzemeltette. az új vonal, a 8Y, a  Révai Miklós utca, Likócs, Pesti út, Esztergető utca, majd a Munkácsy Mihály utca végállomásig közlekedik. Ezután a 18-as busz indul onnan, a Korányi Frigyes tér, majd a Révai Miklós utcáig.

## Közlekedése
Munkanapokon, csúcsidőben a hivatásforgalomnak megfelelően, reggel Likócs felé, délután Pinnyéd felé közlekedett. Pinnyéd felé a Révai Miklós utcáig a buszok 8-as jelzéssel közlekedtek, majd 8 perc után egy másik autóbusz indult tovább 8B jelzéssel. Szombaton 3 járatpár indult.

## Útvonala
| Likócs, Pesti út, Esztergető utca felé | Pinnyéd, Új sor felé |
| --- | --- |
| Pinnyéd, Új sor – Új sor – Erdőtelep utca – Kunszigeti út – Olimpia utca – Radnóti Miklós utca – Töltésszer – Lazaret utca – Korányi Frigyes tér – Lazaret tér – Töltésszer – Radnóti Miklós utca – Erkel Ferenc utca – Kossuth Lajos utca – Rát Mátyás tér – Rába Kettős híd – Zechmeister utca – Jókai utca – Szent István út – Fehérvári út – Vágóhíd utca – Puskás Tivadar utca – Ipar utca – Kiskúti út – Stadion utca – Nagysándor József utca – Tóth László utca – Pesti út – Likócs, Pesti út, Esztergető utca | Likócs, Pesti út, Esztergető utca – Pesti út – Tóth László utca – Nagysándor József utca – Stadion utca – Kiskúti út – Ipar utca – Puskás Tivadar utca – Vágóhíd utca – Fehérvári út – Szent István út – Gárdonyi Géza utca – Révai Miklós utca – Városház tér – Aradi vértanúk útja – Virágpiac tér – Zechmeister utca – Rába Kettős híd – Rát Mátyás tér – Híd utca – Töltésszer – Lazaret utca – Korányi Frigyes tér – Lazaret utca – Töltésszer – Radnóti Miklós utca – Olimpia utca – Kunszigeti út – Erdőtelep utca – Új sor – Pinnyéd, Új sor |

## Megállóhelyei
Az átszállási kapcsolatok között a Korányi Frigyes tér érintése nélkül közlekedő 8-as busz nincs feltüntetve.
| 8B (Pinnyéd, Új sor – Likócs, Pesti út, Esztergető) | 8B (Pinnyéd, Új sor – Likócs, Pesti út, Esztergető) | 8B (Pinnyéd, Új sor – Likócs, Pesti út, Esztergető) | 8B (Pinnyéd, Új sor – Likócs, Pesti út, Esztergető)                  | 8B (Pinnyéd, Új sor – Likócs, Pesti út, Esztergető) | 8B (Pinnyéd, Új sor – Likócs, Pesti út, Esztergető) | 8B (Pinnyéd, Új sor – Likócs, Pesti út, Esztergető) | 8B (Pinnyéd, Új sor – Likócs, Pesti út, Esztergető) |
| Perc (↓)                                            | Perc (↓)                                            | Perc (↓)                                            | Megállóhely                                                          | Perc (↑)                                            | Perc (↑)                                            | Átszállási kapcsolatok | Fontosabb létesítmények |
| --------------------------------------------------- | --------------------------------------------------- | --------------------------------------------------- | -------------------------------------------------------------------- | --------------------------------------------------- | --------------------------------------------------- | --- | --- |
| 0                                                   | 0                                                   | 0                                                   | Pinnyéd, Új sor végállomás                                           | 17                                                  | 17                                                  | | Jézus Szíve templom, Pinnyédi temető |
| 1                                                   | 1                                                   | 1                                                   | Szirom utca                                                          | 16                                                  | 16                                                  | | |
| 2                                                   | 2                                                   | 2                                                   | Szivárvány utca                                                      | 15                                                  | 15                                                  | | |
| 3                                                   | 3                                                   | 3                                                   | Ponty utca                                                           | 14                                                  | 14                                                  | | |
| 4                                                   | 4                                                   | 4                                                   | Fő utca                                                              | 13                                                  | 13                                                  | | |
| 5                                                   | 5                                                   | 5                                                   | Aqua sportközpont                                                    | 11                                                  | 11                                                  | | Aqua Sportközpont, Szigeti temető, Szigeti izraelita temető |
| 6                                                   | 6                                                   | 6                                                   | Radnóti Miklós utca, Köztelek utca                                   | 10                                                  | 10                                                  | 14, 14B | Szigeti Óvoda, Posta, Rendőrség, Szigeti Fiókkönyvtár, Simor János püspök tere |
| 7                                                   | 7                                                   | 8                                                   | Radnóti Miklós utca, Szarvas utca (Korábban: Stromfeld utca)         | 9                                                   | 9                                                   | 9, 11, 14, 14B, 29 | |
| 8                                                   | 8                                                   | 9                                                   | Töltésszer                                                           | ∫                                                   | ∫                                                   | | |
| 9                                                   | 9                                                   | 10                                                  | Korányi Frigyes tér                                                  | 8                                                   | 8                                                   | | Magyar Vilmos uszoda |
| ∫                                                   | ∫                                                   | ∫                                                   | Töltésszer                                                           | 7                                                   | 7                                                   | | |
| 11                                                  | 11                                                  | 13                                                  | Erkel Ferenc utca                                                    | ∫                                                   | ∫                                                   | 9, 11, 14, 14B, 29 | Szabadhegyi Magyar-Német Két Tanítási Nyelvű Általános Iskola és Gimnázium, Lepke utcai Óvoda, Posta |
| 12                                                  | 12                                                  | 15                                                  | Petőfi tér, zsinagóga                                                | ∫                                                   | ∫                                                   | 1, 1A, 9, 11, 14, 14B, 29 | Zsinagóga, Kossuth Kollégium, Péterfy Sándor Evangélikus Gimnázium, Általános Iskola és Óvoda, Evangélikus öregtemplom, Kossuth Lajos Szakközépiskola, Református templom, Kossuth Lajos Általános Iskola, Petz Aladár Oktató Kórház Reumatológiai Osztály, Bercsényi liget, Petőfi tér |
| ∫                                                   | ∫                                                   | ∫                                                   | Híd utca, Rába Quelle fürdő                                          | 6                                                   | 6                                                   | 2B, 11, 14, 14B, 19, 29 | Rába Quelle Termálfürdő, Petz Aladár Oktató Kórház Reumatológiai Osztály, Bercsényi liget |
| 14                                                  | 13                                                  | 18                                                  | Zechmeister utca, Rába-part (↓) Zechmeister utca, Bécsi kapu tér (↑) | 4                                                   | 4                                                   | 1, 1A, 2B, 9, 9A, 11, 14, 14B, 17, 17B, 19, 19A, 29, CITY | Virágpiac tér, Karmelita Rendház, Karmelita templom, Bécsi kapu tér, Víziszinpad, Arrabona Áruház |
| 16                                                  | 14                                                  | 22                                                  | Honvéd liget (↓) Aradi vértanúk útja, szökőkút (↑) Városközpont      | 2                                                   | 2                                                   | 1, 1A, 2, 2B, 5, 5B, 5R, 6, 7, 9, 9A, 11, 12, 12A, 14, 14B, 15, 15A, 17, 17B, 19, 19A, 21, 21B, 22, 22A, 22B, 22Y, 29, 30, 30A, 30B, 30Y, 31, 31A, 37, 38, 38A, 42, CITY Távolsági járatok S10 G10 , IC, InterRégió, EC, EN, ER, gyorsvonat, expresszvonat, | Győr Városháza, 2-es posta, Honvéd liget, Révai Miklós Gimnázium, Földhivatal, Megyeháza, Győri Törvényszék, Büntetés-végrehajtási Intézet, Richter János Hangverseny- és Konferenciaterem, Vízügyi Igazgatóság, Zenés szökőkút, Bisinger József park, Kormányablak                     |
| ∫                                                   | ∫                                                   | ∫                                                   | Városháza                                                            | 1                                                   | 1                                                   | 1, 1A, 2, 2B, 5, 5B, 5R, 6, 7, 9, 9A, 11, 12, 12A, 14, 14B, 15, 15A, 17, 17B, 19, 19A, 21, 21B, 22, 22A, 22B, 22Y, 29, 30, 30A, 30B, 30Y, 31, 31A, 37, 38, 38A, 42, CITY Távolsági járatok S10 G10 , IC, InterRégió, EC, EN, ER, gyorsvonat, expresszvonat, | Győr Városháza, 2-es posta, Honvéd liget, Révai Miklós Gimnázium, Földhivatal, Megyeháza, Győri Törvényszék, Büntetés-végrehajtási Intézet, Richter János Hangverseny- és Konferenciaterem, Vízügyi Igazgatóság, Zenés szökőkút, Bisinger József park, Kormányablak                     |
| ∫                                                   | ∫                                                   | ∫                                                   | Révai Miklós utca                                                    | 16                                                  | 14                                                  | 2, 5, 5B, 5R, 6, 7, 12, 12A, 15, 15A, 19, 21, 21B, 22, 22A, 22B, 22Y, 29, 30, 30A, 30B, 30Y, 31, 31A, 37, 38, 38A | Győr Helyi autóbusz-állomás, Bisinger József park, Posta, Városháza, Kormányablak |
| 18                                                  | 16                                                  | 25                                                  | Szent István út, Iparkamara (↓) Gárdonyi Géza utca (↑)               | 15                                                  | 13                                                  | 6, 7, 10, 11, 11Y, 12, 12A, 14, 14B, 15, 15A, 30, 30A, 30B, 30Y, 31, 31A, 42, CITY | Győr-Moson-Sopron Vármegyei Kereskedelmi és Iparkamara, GYSZSZC Deák Ferenc Közgazdasági Szakgimnáziuma, Révai Parkolóház, Bisinger József park |
| 20                                                  | 18                                                  | 27                                                  | Fehérvári út, Árkád üzletház (↓) Budai út, Árkád üzletház (↑)        | 13                                                  | 12                                                  | 2B, 6, 7, 10, 12, 12A, 14, 14B, 17, 17B, 30, 30A, 30B, 31, 31A, CITY | ÁRKÁD |
| 21                                                  | 19                                                  | 28                                                  | Fehérvári út, Vágóhíd utca                                           | 11                                                  | 11                                                  | 7, 12, 12A, 17, 17B, 30, 30A, 30B, 31, 31A | INTERSPAR Center, OBI, LIDL, Gyárvárosi Általános Iskola |
| 23                                                  | 20                                                  | 30                                                  | Vágóhíd utca                                                         | 10                                                  | 10                                                  | 12, 12A, 30, 30A, 30B, 31, 31A | Gyárvárosi Általános Iskola, OBI, INTERSPAR Center, ALDI |
| 24                                                  | 21                                                  | 31                                                  | Puskás Tivadar utca, Tompa utca                                      | 9                                                   | 9                                                   | | Kiskúti úti Bölcsőde |
| 25                                                  | 22                                                  | 33                                                  | Ipar utca, Kiskúti út                                                | 8                                                   | 8                                                   | 14, 14B, 41 | |
| 26                                                  | 23                                                  | 34                                                  | Kiskúti út                                                           | 7                                                   | 7                                                   | | Kiskúti Óvoda, Forrás Waldorf Általános Iskola és Gimnázium |
| 27                                                  | 24                                                  | 35                                                  | Stadion utca                                                         | 6                                                   | 6                                                   | | ETO Park |
| 28                                                  | 25                                                  | 36                                                  | Xantus János állatkert, műjégpálya                                   | 5                                                   | 5                                                   | | Xantus János Állatkert, Műjégpálya, ETO Park |
| 29                                                  | 26                                                  | 38                                                  | AUDI Aréna Győr (Korábban: Magvassy Mihály Sportcsarnok)             | 4                                                   | 4                                                   | | AUDI Aréna Győr, Magvassy Mihály Sportcsarnok |
| 30                                                  | 27                                                  | 40                                                  | Likócsi híd                                                          | 3                                                   | 3                                                   | 15, 15A | Szűz Mária kápolna |
| 31                                                  | 28                                                  | 41                                                  | Szentvid utca (AUDI bejárati út)                                     | 2                                                   | 2                                                   | | |
| 32                                                  | 29                                                  | 42                                                  | Kövecses utca                                                        | 1                                                   | 1                                                   | | |
| 33                                                  | 30                                                  | 42                                                  | Likócs, Pesti út, Esztergető utca végállomás                         | 0                                                   | 0                                                   | | Likócsi Közösségi Ház |

1. 1 2  Csúcsidőszakon kívül a menetidő rövidebb. Egyes járatok kiemelt csúcsidei menetidővel közlekednek.